# Tembentschi
Der Tembentschi (russisch Тембенчи) ist ein 571 km langer, rechtsseitiger bzw. nordwestlicher Zufluss des Kotschetschum im Putorana-Gebirge, dem Nordwestteil des Mittelsibirischen Berglands, im Norden der russischen Region Krasnojarsk.

## Verlauf
Der Tembentschi entsteht im Südteil des Putorana-Gebirges etwa 320 km südöstlich von Norilsk. Östlich des 1215 m hohen Dlinnajah, dem höchsten Tafelberg der Promyslowyberge, entfließt er auf knapp 1000 m Höhe einem kleinen Bergsee; östlich des Sees erheben sich die dort bis 1179 m hohen Ojogongdaberge.
Zunächst verläuft der Fluss in südlicher Richtung durch ein Trogtal mit steilen Flanken, bevor er sich allmählich nach Südosten wendet. Diese Fließrichtung behält er durch das Sywermaplateau (großflächiger Gebirgssüdausläufer) verlaufend bis zu seiner Mündung bei, wobei er, zunehmend in weiten Flussschlingen, durch ein enges Tal verläuft.
Im Oberlauf durchquert er mehrere langgestreckte Seen, wobei es zwei gleichnamige Seen gibt. Der 18 km lange und 17,1 km² große Tembentschisee liegt am Oberlauf. 35 km weiter flussabwärts befindet sich der auf 381 m Höhe liegende, etwa 45 km lange und eine Fläche von 86,8 km² einnehmende Tembentschisee (auch Unterer Tembentschisee).
Der Tembentschi mündet etwa 41 km Luftlinie nordnordwestlich der Siedlung Tura (Verwaltungszentrum des früheren Autonomen Kreises der Ewenken) auf rund 145 m Höhe in den Kotschetschum, der zirka 60 Flusskilometer unterhalb davon in die Untere Tunguska fließt.

## Zuflüsse und Einzugsgebiet
Zu den vielen Zuflüssen des Tembentschi, dessen Einzugsgebiet etwa 21.600 km² groß ist, gehören eine Vielzahl kleinerer, oft bis zu mehreren Dutzend Kilometer langer Flüsse, wie der rechtsseitige Alik und als größter Zufluss der von links in den oberen Mittellauf mündende Itschen.

## Hydrologie, Hydrographie und Eisgang
Die mittlere jährliche Abflussmenge 89 km oberhalb der Mündung beträgt 252,73 m³/s bei minimalem Monatsdurchschnitt von 4,12 m³/s im April und 1.616,17 m³/s im Juni. Der Fluss ist von Oktober bis Mai oder Juni von Eis bedeckt. Wenn im Sommer der Permafrostboden der Region antaut und Eis und Schnee schmelzen, entstehen oftmals starke Hochwasser, das im Mai und Juni etwa 60 % des jährlichen Abflusses ergibt; bis September ebbt das Hochwasser allmählich ab. Auf den Zeitraum November bis April entfallen nur 5 bis 6 % des Abflusses.
In Mündungsnähe ist der Tembentschi fast 200 m breit, aber 1,5 m tief; die Fließgeschwindigkeit beträgt dort 0,8 m/s.

## Nutzung und Infrastruktur
Da der Tembentschi durch faktisch unbesiedeltes Gebiet fließt, wird er nicht für die Binnenschifffahrt genutzt. Ständig bewohnte Ortschaften am Fluss fehlen, und dementsprechend auch jegliche Verkehrsinfrastruktur.